# 미우라 가즈요시
미우라 가즈요시(일본어: 三浦 知良, 1967년 2월 26일 ~ )는 일본 풋볼 리그의 아틀레티코 스즈카 클럽에서 활동 중인 일본의 실업 축구 선수로 현재 일본 프로 선수 가운데 최연장자이며 흔히 가즈(일본어: カズ 혹은 경우에 따라서는 '킹 가즈')라는 별명으로 지칭된다.
일본에서는 여전히 인기가 높아, 2005년 일본에서 첫 개최된 FIFA 클럽 월드컵 때는 대회 홍보를 위하여 오세아니아 대표로 출전하는 시드니 FC에 단기간 임대되기도 하였다.
특유의 페인트 동작과 골 세레머니를 가리키는 가즈 댄스로 알려져 있다. 교토 상가 FC 소속 시절에는 당시 갓 프로에 데뷔한 박지성과 가깝게 지낸 인연이 있다.

## 클럽 경력
베르디 가와사키에서 전성기를 보냈다.
2021년에는 요코하마에서 3경기에 출전했다.
2022년 요코하마의 재계약을 거절하고 일본 4부리그 격인 JFL에서 계속 '선수'로 뛰게 됐다.

## 국가대표팀 경력
브라질 유학을 거쳐 성장한 일본 축구의 대표적인 엘리트 선수로, 일본 축구 국가대표팀 역사상 가장 많은 득점(55골)을 올린 공격수이다. 그러나 아시아권의 활약과 달리 국제대회 운은 비교적 부족한 편이다. 1993 벌어진 미국 월드컵 아시아 지역 최종예선에는 대한민국 축구 국가대표팀을 꺾는 결승골을 넣고도 이라크에 비겨 본선 티켓 획득에 실패하였으며, 1997년의 1998년 FIFA 월드컵 최종 예선에는 우즈베키스탄 상대로 4득점하는 맹활약 후에는 0로페스 와그너와 나카야마 마사시에 자리를 내주고 일본 축구 국가대표팀이 최초로 출전한 본선에 나서지 못하였다. 심지어 최종예선 도중 부진으로 가모 슈 감독이 경질되는 시기에는 팬들에게 많은 질타를 받기도 했다.
그나마 2012년 타이에서 열린 FIFA 풋살 월드컵에 일본 대표로 출전하긴 했다.
대한민국과도 몇 차례 인연이 있다. 1994년 FIFA 월드컵 최종예선에서 대한민국을 상대로 득점하며 대한민국을 침몰시켰고, 이 때문에 대한민국은 마지막까지 경우의 수에 몰리면서 최종 예선을 치러야 했다. 월드컵이 끝난 후 1994년 아시안 게임 8강전을 통해 다시 성사된 축구 한일전에서 미우라는 선제 골을 넣으며 대한민국 앞에서 여전히 건재함을 과시했으나, 도하에서 당한 패전 설욕의 의지가 강했던 대한민국은 유상철과 황선홍의 득점을 앞세워 치열한 난타전을 벌인 끝에 일본에 승리했다.

## 통계
| 일본 | 일본 | 일본 |
| 연도 | 출전 | 득점 |
| ---- | ---- | ---- |
| 1990 | 3    | 0    |
| 1991 | 2    | 0    |
| 1992 | 11   | 2    |
| 1993 | 16   | 16   |
| 1994 | 8    | 5    |
| 1995 | 12   | 6    |
| 1996 | 12   | 6    |
| 1997 | 19   | 18   |
| 1998 | 1    | 0    |
| 1999 | 0    | 0    |
| 2000 | 5    | 2    |
| 통산 | 89   | 55   |

## 미디어
- 1995년에 그의 형인 미우라 야스토시의 실화 전기인 극장용 애니메이션 "KAZU & YASU ~ 히어로탄생"이 제작되었다.